# Březová (kraj karlowarski)
Březová – wieś i gmina w Czechach, w powiecie Karlowe Wary, w kraju karlowarski. Według danych z dnia 1 stycznia 2013 liczyła 569 mieszkańców.